# Stranach, Hüttenberg
Stranach je naselje v Občini Hüttenberg v Okraju Šentvid ob Glini na Koroškem v Avstriji.